# José M. G. Moyano
José Manuel García Moyano, más conocido como José M. G. Moyano, es un montador y editor de cine español. Ganador de un Goya al mejor montaje.
Comenzó como montador de largometrajes en 1998 y desde 2002 se convirtió en el montador de Alberto Rodríguez Librero. Por su trabajo en Grupo 7 ganó el premio Asecan al mejor montaje y fue nominado al Goya al mejor montaje y a la Medalla del CEC. Por su trabajo en Anochece en la India obtuvo la Biznaga de Plata al mejor montaje del Festival de Málaga de 2014. En 2015 ganó el Goya al mejor montaje y la Medalla de Círculo de Escritores Cinematográficos al mejor montaje por La isla mínima. Fue nominado de nuevo al Goya por su trabajo en El hombre de las mil caras (2016). En 2020 ganó de nuevo el premio Asecan al mejor montaje por 522. Un gato, un chino y mi padre.

## Filmografía
- El factor pilgrim (2000)
- El traje (2002)
- 7 virgenes (2005)
- Cabeza de perro (2006)
- Un mundo cuadrado (2011)
- Grupo 7 (2012)
- Anochece en la India (2014)
- En esmorga (2014)
- La isla mínima (2014)
- Paco de Lucía: la búsqueda (2014)
- El hombre de las mil caras (2016)
- Nacido en Siria (2016)
- Los gigantes no existen (2017)
- Yo, mi mujer y mi mujer muerta (2018)
- Barbacana, la huella del lobo (2018)
- Ánimas (2018)
- 522. Un gato, un chino y mi padre (2019)
- La peste (2019)
- Modelo 77 (2022)

## Premios y nominaciones
Medallas del Círculo de Escritores Cinematográficos
| Año  | Categoría      | Película      | Resultado |
| ---- | -------------- | ------------- | --------- |
| 2012 | Grupo 7        | Mejor montaje | Nominado  |
| 2014 | La isla mínima | Mejor montaje | Ganador   |